# Simplicia purpuralis
Simplicia purpuralis là một loài bướm đêm trong họ Noctuidae.